# John Bathersby

Położenie diecezji Cairns w Australii

John Alexius Bathersby (ur. 26 lipca 1936 w Stanthorpe, zm. 9 marca 2020) – australijski duchowny rzymskokatolicki, w latach 1986–1992 biskup Cairns, a w latach 1992–2011 arcybiskup metropolita Brisbane.

## Życiorys
30 czerwca 1961 przyjął święcenia kapłańskie w diecezji Toowoomba, udzielił mu ich ówczesny ordynariusz tej diecezji William Joseph Brennan. 17 stycznia 1986 papież Jan Paweł II mianował go biskupem diecezjalnym Cairns. Sakry udzielił mu 20 marca 1986 Francis Roberts Rush, ówczesny arcybiskup Brisbane. 3 grudnia 1991 Bathersby został mianowany nowym arcybiskupem metropolitą Brisbane. Jego ingres odbył się 30 stycznia 1992 roku. W lipcu 2011 osiągnął biskupi wiek emerytalny (75 lat) i złożył na ręce papieża rezygnację, którą ten przyjął z dniem 14 listopada 2011. Od tego czasu Bathersby pozostawał w archidiecezji Brisbane jako arcybiskup senior.